# برايان سيغال
برايان سيغال هو شخصية أعمال كندي، ولد في 1943.